# Alby Barlow
Alby Barlow war ein australischer Radrennfahrer.
Alby Barlow stammte aus einer Familie mit 20 Kindern. Er war Profi-Rennfahrer von 1938 bis 1948. 1947 gewann er das 100 Mile Classic at Mount Gambier mit einem neuen Rekord von 4:30 Stunden, im Jahr darauf wurde er Australischer Meister im Straßenrennen. Außerdem hielt er die australischen Rekorde über 25, 60 und 100 Meilen.
1947 reiste Barlow auf eigene Kosten nach Europa, um an den Weltmeisterschaften in Valkenburg teilzunehmen, erkannte jedoch, dass er als einzelner Australier wenig Chancen gegen die gut ausgestatteten europäischen Teams haben würde. Nach einem schweren Trainingssturz kehrte er nach Australien zurück, ohne bei der WM gestartet zu sein.